# Athelas
L’athelas est une plante de fiction inventée par l'écrivain britannique J. R. R. Tolkien, présente notamment dans le roman Le Seigneur des anneaux. Elle est réputée pour ses vertus médicinales.

## Étymologie
Athelas est un nom sindarin. En quenya, cette plante a pour nom asëa aranion, et en parler commun « feuille de roi » (kingsfoil dans la version originale), qui correspond exactement au nom quenyarin.
Le nom athelas est difficile à interpréter : si la seconde partie semble être las « feuille », la première partie est plus obscure. Une note linguistique non publiée indique qu'il faudrait la relier au quenya asëa, mais dans ce cas, athelas voudrait dire « feuille-feuille », ce qui n'a guère de sens. Dans Parma Eldalamberon no 17, un brouillon de Tolkien offre la décomposition athae + lass, avec athae, athe dérivant d'une base ath « soulager, réconforter, soigner » ; néanmoins, si athae et asëa sont mentionnés comme équivalents, asëa aranion semble toujours vouloir dire « feuille de roi » et non « soin de roi ».
Les brouillons du Seigneur des anneaux montrent que Tolkien arriva au nom athelas sans la moindre hésitation. La forme originale du nom quenyarin était asëa aranaite, rapidement corrigé en asëa aranion.
Le nom athelas a été rapproché du vieil anglais æðele « noble, aristocratique », qui apparaît par exemple dans le nom Æthelstan. Le corpus anglo-saxon présente également une référence au mouron des oiseaux sous le nom de æðel-ferðing-wyrt.

## Caractéristiques
L'athelas possède des feuilles « longues » qui, écrasées, émettent une odeur « douce et forte » à la fois, ou piquante lorsqu'elles sont séchées ; elles constituent la seule partie utile de la plante. L'athelas est utilisé de deux façons différentes : faire tremper des feuilles d'athelas dans de l'eau bouillante et laver une blessure avec cette eau permet à celle-ci de cicatriser plus rapidement, mais une simple inhalation présente également des résultats bénéfiques, rendant « l'esprit calme et dégagé ».
Aragorn utilise à deux reprises l'athelas dans Le Seigneur des anneaux, à chaque fois pour soigner une personne victime des Nazgûl : tout d'abord Frodon, blessé à l'épaule par un poignard de Morgul sur le Mont Venteux, puis Faramir, Éowyn et Merry, victimes du Souffle Noir, maladie infligée par les Nazgûl.
Selon Aragorn, l'athelas a été introduite en Terre du Milieu par les Dúnedain de Númenor, et ne pousse que dans les endroits où ceux-ci ont résidé. Toutefois, à la fin du Troisième Âge, ses vertus ont été partout oubliées. En Eriador, « elle est inconnue […] sauf de quelques-uns de ceux qui vagabondent dans les terres sauvages », autrement dit des Rôdeurs, dont Aragorn est le chef. Au Gondor, le Maître des herbes des Maisons de guérison de Minas Tirith affirme qu'elle n'a « aucune vertu que nous connaissions, sauf peut-être d'adoucir un air vicié ou de chasser quelque lourdeur passagère », même si « les vieilles gens se servent toujours d'une infusion de cette herbe contre les maux de tête » et leur pouvoir guérisseur est évoqué dans une chanson :
Lorsque arrive le souffle noir,

que croît l'ombre de la mort

et que toute lumière passe,

viens athelas ! viens athelas !

Vie pour le mourant

dans la main du roi contenue.
Et effectivement, comme le dit Ioreth : « Les mains du roi sont celles d'un guérisseur, et c'est ainsi que sera connu le roi légitime ».

## Conception et évolution
Les brouillons du Seigneur des anneaux présentent des scènes de guérison par l'athelas qui n'ont pas subsisté dans la version finale. Tolkien envisagea qu'Aragorn l'utilise également pour soigner une blessure reçue par Sam dans la Moria, ou bien pour le cheval de Théoden, Nivacrin, blessé à l'épaule au gouffre de Helm.
L'athelas est également présent dans Le Silmarillion : Beren est blessé par une flèche tirée par Curufin, et Lúthien emploie « une herbe cueillie dans la forêt » par le chien Huan pour guérir sa blessure. Ce passage est brièvement relaté dans la Quenta Silmarillion, et de façon plus détaillée dans le Lai de Leithian, où Tolkien indiqua explicitement que l'herbe en question est de l'athelas.

## Parallèles littéraires
Thomas A. Shippey voit, dans la guérison apportée par Aragorn à l'aide de l'athelas une référence à la pièce Macbeth de William Shakespeare, où est mentionné le « saint roi » Édouard le Confesseur.

## Adaptations
John Howe a notamment illustré l'athelas.
L'athelas est présent dans des jeux de cartes à collectionner : dans Le Seigneur des anneaux (LOTRC TCG), dans le set d'expansion « A journey to Rhosgobel », et dans Le Seigneur des anneaux : les sorciers (MECCG).